# Libnotes (Goniodineura) pictoides
Libnotes (Goniodineura) pictoides is een tweevleugelige uit de familie steltmuggen (Limoniidae). De soort komt voor in het Australaziatisch gebied.